# Halina Skoczyńska
Halina Skoczyńska, née le 2 juillet 1953 à Ostrowiec Świętokrzyski, morte le 17 mai 2016 à Varsovie, est une actrice polonaise de théâtre et de cinéma.

## Filmographie

### Cinéma
- 2013 : Ida de Paweł Pawlikowski : la femme de Feliks